# Sabina Fabi
Sabina Fabi (Venezia, 14 giugno 1952) è una politica italiana.

## Biografia
Già infermiera professionale e caposala presso gli ospedali di Venezia e Mirano, Noale e Dolo, è stata vicesindaco e assessore alle Politiche Sociali del comune di Scorzè dal 2004 al 2008, ponendo in essere molte iniziative tra cui l’inserimento nel territorio di Scorzè di un’ambulanza attrezzata che garantisse tempi rapidi di intervento in attesa dell’apertura del sottopasso di Salzano, oppure lo smantellamento del campo nomadi di via Moglianese e la riqualificazione dell’area oggi sede della polizia locale, fino all’apertura di una seconda farmacia comunale. Dal 2009 sino al 2015 è stata consigliere provinciale e capogruppo della Lega Nord nel Consiglio provinciale di Venezia.
Candidata alla Camera dei deputati alle elezioni politiche del 2008 non risulta fra gli eletti, ma il 14 dicembre 2011 subentra a Luciano Dussin dimessosi da deputato per incompatibilità con la carica di sindaco di Castelfranco Veneto, Fabi ha continuato ad occuparsi di disabilità, prevenzione ed assistenza agli ammalati nell’ambito della XII Commissione “Affari Sociali e Sanità”.
Alle elezioni politiche del 2013 non riesce a mantenere il seggio a Montecitorio.
Nel 2020 si candida alle elezioni regionali del Veneto con il Partito dei Veneti per la circoscrizione di Venezia.